# التاشوط
التاشوط هي بلدة ريفية موريتانية تقع في مقاطعة سيليبابي في منطقة كيدي ماغا الواقعة في جنوب موريتانيا.

## الموقع
تقع بلدة التاشوط في وسط منطقة كيدي ماغا الواقعة في جنوب موريتانيا، وتبلغ مساحتها 562 كيلومتر مربع، ويحدها من جهة الشمال بلدية ولد امبني، ومن جهة الحنوب بلدية حاسي شكار، ومن جهة الشرق بلدية دافور وبلدية بولي، بينما يحدها من جهة الغرب بلدية أجار وبلدية عر. تتتألف بلدة التاشوط من عشر مناطق محلية، وهي:
- برانة
- وعر حميميد
- بوتوخلو
- وعر لغلال
- هلسنو
- أرتمو
- نيليبة
- نيليبة بيولة
- تشينجه
- وينده
- حسيت سيدي

## السكان
شهدت بلدة التاشوط نموًّا سكانيًّا ملحوظًا خلال القرن الحادي والعشرين، حيث ارتفع عدد سكان البلدة من 9438 نسمة في عام 2000، إلى 15099 نسمة في عام 2013 بمُعدل نمو سنوي بلغ 3.9٪ على مدى 13 عامًا. وبحلول نهاية عام 2020 وصل عدد سكان بلدة التاشوط إلى حوالي 21000 نسمة، وكان معظم السكان المقيمين بها ينتمون إلى ثلاث مجموعات عرقيّة رئيسية وهي قبائل السوننكي والفولاني والموريين.

## التاريخ
تأسست بلدة التاشوط في عام 1935 على يد ثلاثة عائلات من الكامارا الذين ينتمون إلى مجموعة السوننكي العرقية، ثُم تحوّلت إلى بلدية بموجب المرسوم الصادر في 20 أكتوبر عام 1987 بشأن تأسيس البلديات الموريتانية.

## التقسيم الإداري
لم تكن بلدة التاشوط منذ تأسيسها في عام 1935 تابعة في السابق لأي مقاطعة، ولكن بدءًا من عام 2018 أصبحت بلدة التاشوط عاصمة لمقاطعة التاشوط وهي دائرة قائمة بذاتها، وتتبعها إداريا إلى جانب بلدة التاشوط بلديات ولد امبني وحاسي شكار. تعاقب على حكم بلدة التاشوط منذ تأسيسها في عام 1935 وحتى الآن خمسة عشر حاكمًا كان آخرهم سولي كامارا الذي شغل منصب عمدة التاشوط بدءًا من عام 2014 ولمدة خمس سنوات.

## الاقتصاد
تُشكل الزراعة النشاط الاقتصادي الرئيسي لسكان بلدة التاشوط مثلهم في ذلك مثل سكان جميع البلدات الموريتانية الموجودة في المنطقة تقريبًا. ومع ذلك فلا يزال اقتصاد البلدة متواضعًا وهش بسبب ما يواجهه من عقبات تُعرقل محاولات تنميته، ولا سيما الظروف المناخية أو قلة الإمكانيات المتوفرة للمزارعين. وفي سبيل للتغلب على هذه المعوقات، قامت الحكومة الموريتانية بالتعاون مع المنظمات غير الحكومية المختلفة لتمويل عدد من المشاريع التي تُساعد على تحسين الظروف المعيشية لسكان البلدة، مثل المشاريع التي تهدف لتزويد البلديات بمياه الشرب باستخدام خطوط الأنابيب الطويلة، على سبيل المثال حول بلدة التاشوط، إلى جانب تطوير أنشطة أخرى تتعلق بالتربية أو التجارة بهدف تحسين ظروف البلدة.

## الخدمات
تضم بلدة التاشوط خمس مدارس ابتدائية ومدرستان قرآنيتان ومدرسة إعدادية ومدرسة ثانوية.

## المساعدات الإنسانية
قدم صندوق هيئة الأمم المتحدة للسكان في ديسمبر عام 2020 التبرعات والمواد الإغاثية لبلدة التاشوط وست بلدات أخرى في المنطقة في أعقاب الفيضانات الشديدة التي تعرضت لها خلال موسم الأمطار لعام 2020، حيث تم توزيع 130 مجموعة من الحصير والبطانيات والحقائب التي تحتوي على أمتعة شخصية مخصصة للنساء على سكان البلديات المختلفة.